# Chicago 90
Chicago 90 est un jeu vidéo d'action et de course développé par Microïds en 1989.

## Système de jeu
Chicago 90 propose deux modes de jeu. Dans le premier mode, le joueur est le gangster et, dans l'autre, il incarne la police avec deux objectifs différents. Dans le "Gangsters Mode", il faut quitter la ville et échapper aux policiers. Dans le "Police Mode", le joueur contrôle six voitures de police afin d'appréhender le gangster. 
Le jeu intègre trois niveaux de difficulté.

## Accueil
- Aktueller Software Markt : 2,4/12[3]